# Nausicaä (personagem)
Nausicaä (ナウシカ, Naushika) é a heroína do mangá Nausicaä do Vale do Vento, escrito por Hayao Miyazaki e publicado entre fevereiro de 1982 e março de 1994, bem como do filme de animação de mesmo nome lançado nos cinemas em março de 1984, no Japão. Ela é a princesa do Vale do Vento e é trazida para suceder seu pai doente no início do mangá.
Movida por um grande amor ao próximo e à vida, ela tenta compreender, através do estudo do seu habitat e do seu ciclo de vida, a razão da existência do "mar de decomposição" (ou "floresta tóxica" no anime) que invadiu a Terra como resultado dos "sete dias de fogo", a guerra tecnológica que destruiu grande parte da humanidade.
Nausicaä tem uma vontade impressionante e um tipo de magnetismo que impõe respeito. Sua empatia permite que ela esteja em sintonia com muitos animais, incluindo os ômus, uma raça inteligente de insetos gigantes guardiões da "floresta tóxica" com quem ela consegue se comunicar. Ela também é filha do vento, e consegue "ver" os movimentos do ar. Isso lhe permite dominar seu mœve (uma espécie de planador com motor auxiliar) melhor do que ninguém.
A personagem Nausicaä, muito popular na sua época, tem sido objeto de numerosos estudos universitários ou de autores especializados, pelas suas características particulares e inovadoras. Através das andanças e da jornada iniciática de seu personagem, Miyazaki faz um estudo aprofundado do comportamento humano em um mundo pós-apocalíptico.

## Criação
Miyazaki descobriu Nausícaa, uma personagem da Odisséia, no Dicionário de Mitologia Grega de Bernard Evslin, traduzido para o japonês. Encontrando um "frescor vigoroso" no primeiro nome, está "irremediavelmente caído sob seu feitiço", devido ao tratamento dado pelo autor a essa heroína que cuidou de Ulisses durante sua viagem. A personagem o lembrava de uma heroína de um conto japonês que leu na infância, a princesa que amava insetos (虫めづる姫君, Mushi mezuru himegimi), uma jovem núbil de uma família aristocrática japonesa que estava mais interessada em insetos e suas transformações do que em pretendentes. Esta história foi retirada de Histórias que agora estão no passado (今昔物語集, Konjaku monogatari shū), coleção japonesa datada do final do século XI e início do século XII.
Foi a partir desses dois personagens que Miyazaki desenhou sua heroína: "Na minha opinião, Nausicaä e a princesa que amava as lagartas, inconscientemente, acabaram sendo a mesma personagem." Helen McCarthy considera o Príncipe Shuna, da história em quadrinhos em um único volume de Miyazaki, A Jornada de Shuna, publicada em 1983 pela Animage, como um protótipo para o personagem Nausicaä.

### Yala: os primórdios de Nausicaä (1980-1982)

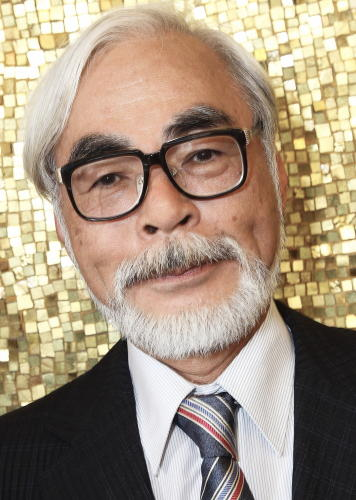
Hayao Miyazaki, autor do mangá e filme de animação Nausicaä do Vale do Vento.

Os primórdios da personagem Nausicaä podem ser encontrados em um projeto abortado de Hayao Miyazaki. Desejando adaptar para anime a história de Rolf (com o título original Rowlf, uma princesa protegida por seu cachorro), história em quadrinhos americana de Richard Corben publicada na Voice of Comicdom nº 16 e 17 em 1970-1971 e reeditado em cores pela Heavy Metal nº 32 a 34 em 1979-1980, e no qual Miyazaki encontrou semelhanças com A Bela e a Fera da qual também queria se inspirar, o mangaká pensou então em criar um personagem destacando o tema da "devoção, auto-sacrifício". Porém, achando a personagem da princesa “sem graça” na história em quadrinhos, imaginou “uma jovem de caráter assertivo, transbordante de sensibilidade e acompanhada por um pai incapaz”.
Este personagem, nomeado por Miyazaki "Yala" (ヤラ, Yara), marca o ponto de partida de Nausicaä; princesa muito jovem "carregando o peso esmagador do seu destino", a quem o seu pai, um rei doente, lega o fardo do seu reino e dos seus súditos, restringindo as suas aspirações pessoais. A partir do primeiro volume, Nausicaä deve ir à guerra em nome de um reino aliado, deixando para morrer seu “jardim secreto”, local de suas pesquisas sobre as plantas da floresta tóxica. O mangaká deu a Yala um cachorro “que sempre a acompanhou desde muito pequena e que tinha sentimentos especiais por sua dona”; encontramos esse companheiro canino em vários esboços que datam da fase de conceituação do personagem.